# École Espera Sbarro
L'École Espera Sbarro est une école de formation aux techniques de l'automobile, associant théorie et pratique.

## Historique
Fondée par Franco Sbarro, l'école s'est installée dans un premier temps à Pontarlier, pour ensuite déménager à Étupes à proximité du pôle Véhicule du Futur et de l'industrie automobile.
Depuis le 1er décembre 2009, l'activité recalibrée de l'école ESPERA Sbarro a été intégrée au service formation continue de l'Université de Technologie de Belfort-Montbéliard (UTBM) et située dans des locaux du Lycée Germaine Tillion à Montbéliard. 

## Formation
La formation spécialise les stagiaires qu'elle accueille dans les domaines du design et de la mécanique automobile. Son prix est de 11000€.
Durant les 10 mois, les élèves découvrent : le dessin/design, le modelage, la carrosserie polyester, la mécanique générale, la soudure, la mécanique automobile, la construction de châssis et leur liaison au sol.
L’enseignement, confié à des professionnels, eux-mêmes anciens élèves de Franco Sbarro, complété par l’intervention de spécialistes en économie, gestion et communication, s’articule autour d’un code défini en quatre points par Franco Sbarro : esthétique, éthique, conceptuel et technique.
Les stagiaires travaillent en équipe, durant les périodes dédiées aux projets concrétisés par la fabrication de plusieurs prototypes roulants, présents à l’occasion de rendez-vous prestigieux du monde de l’automobile. 

## Admissions
La sélection pour l'école ESPERA Sbarro se fait sur la base d'un entretien au cours duquel l'école vérifie la motivation du candidat, son aptitude à la communication et au travail en équipe et l'adéquation du programme et des objectifs de la formation avec le projet personnel du candidat.
Il faut donc :
- être âgé de 18 ans minimum ;
- être titulaire d'un diplôme ou titre certifié par l'État de niveau 4 (quelle que soit la spécialité) ou justifier d'une expérience significative dans le domaine ;
- être apte au travail du polyester et travail en atelier (certificat médical) ;
- être ressortissant d'un pays de la Communauté Européenne ou disposer d'un titre de séjour en cours de validité.